# Britta Gröndahl
Britta Gröndahl (ur. 8 marca 1914 w Eskilstuna, zm. 18 listopada 2002 w Sztokholmie) – szwedzka pisarka, nauczycielka języka francuskiego, redaktorka, tłumaczka i działaczka anarchosyndykalistczna. 

## Biogram
Spędziła dzieciństwo w Skogstorp. W 1931 Gröndahl była jedną z nielicznych kobiet, które zdały maturę w języku łacińskim, ale mimo to nigdy nie spełniła swoich marzeń o studiowaniu politologii, ponieważ nie było to uważane za właściwe dla kobiety w tamtym czasie. Poznała wówczas wiolonczelistę i syna odlewnika, Gustava Gröndahla, którego poślubiła później w 1936. Osiedlili się w Sztokholmie, a ona zaczęła studiować języki na poziomie uniwersyteckim. W latach czterdziestych zajmowała się domem oraz swoimi trzema córkami, które urodziła.
W 1945 wydała swoje pierwsze tłumaczenie, które było powieścią The Anointed autorstwa Clyde'a Briona Davisa. W ślad za tym szybko pojawiło się kilka innych dzieł, z których większość stanowiły tłumaczenia z niderlandzkiego i angielskiego. W 1953 uzyskała licencjat z literatury, natomiast 1959 wydała swoją pierwszą książkę Pierre-Joseph Proudhon: socialist, anarkist, federalist, poświęconą francuskiemu filozofii Pierre-Joseph Proudhonowi.
W pierwszej połowie lat sześćdziesiątych skupiła się w dużej mierze na studiowaniu ruchów wolnościowych w Hiszpanii i Francji. W 1965 została pierwszym międzynarodowym sekretarze Centralnej Organizacji Szwedzkich Robotników (SAC). Pracowała również (od 1952) jako korespondentka związkowej gazety „Arbetaren” w Paryżu podczas wydarzeń majowych 1968 roku we Francji. W późniejszym czasie współtworzyła księgarnie i kawiarnię przy ulicy Bellmansgatan 12 w Sztokholmie. Była również zaangażowana w działalność wolnościowo-socjalistycznego dziennika „Frihetlig socialistisk tidskrift”.
Główny dochód Britty Gröndahl pochodził z pracy jako niezależny tłumacz specjalizujący się w literaturze francuskiej. Przełomowym dziełem Britty Gröndahl jako tłumaczki była książka francusko-algierskiej autorki Marie Cardinal Les Mots pour le dire (pol. To trzeba wyrazić) oraz pięć kolejnych powieści, a także zbiór karykatur Claire Bretécher dla dorosłych. Jednak największy sukces przyniósł jej przekład trzytomowego dzieła filozofa i intelektualisty historyka Michela Foucaulta Historia seksualności.
W 1944 opublikowała swoje wspomnienia zatytułowane Ęventyrens år. Zmarła w 2002 i została pochowana na cmentarzu Bromma w Sztokholmie.

## Publikacje
- Pierre-Joseph Proudhon: socialist, anarkist, federalist (1959)
- Här talar syndikalisterna (1973)
- Parti eller fackförening? (1975)
- De ideologisk motsättningarna i den spanska syndikalismen 1910-36|De ideologiska motsättningarna i den spanska syndikalismen 1910-36 (1981)
- Herre i eget hus - om självförvaltning i Hiszpania och Portugalia (1982)
- Frihetlig komunizm i praktiken (1986)
- Äventyrens år (1994)